# Diamysis lagunaris
Diamysis lagunaris is een aasgarnalensoort uit de familie van de Mysidae. De wetenschappelijke naam van de soort is voor het eerst geldig gepubliceerd in 2000 door Ariani & Wittmann.